# Rhysaspis rugosus
Rhysaspis rugosus är en stekelart som beskrevs av Peter Friedrich Ludwig Tischbein 1874. Rhysaspis rugosus ingår i släktet Rhysaspis och familjen brokparasitsteklar. Inga underarter finns listade i Catalogue of Life.